# Njivska preslica
Njivska preslica (znanstveno ime Equisetum arvense) je zelnata trajnica, ki je razširjena po zmernem pasu severne poloble, v dvajsetih letih 20. stoletja pa so jo zanesli tudi na Novo Zelandijo, kjer so jo v devetdesetih letih 20. stoletja razglasili za invazivno vrsto.

## Opis
Kot vse preslice ima tudi njivska preslica dvoje ločenih poganjkov. Plodni poganjki so rjavi in imajo na vrhu trosni klas, jalovi poganjki brez trosnega klasu pa so zeleni. Plodni poganjki poženejo prvi. So rjave barve in ne vsebujejo klorofila. Jalovi poganjki poženejo kasneje, ko so plodni že odmrli, in rastejo celo poletje do prvih jesenskih zmrzali.
Plodni poganjki so rjavkasta kolenasta stebla z obdanimi rokavci, na vrhu pa se nahaja okoli 3 cm dolg klas, v katerem so trosovniki z vsebujočimi trosi. Jalovi poganjki predstavljajo od 10 do 60 cm visoko rastlino z votlim in zunaj vzdolžno žlebičastim steblom, iz katerega poganjajo tanke in razčlenjene zelene vejice. Te vejice so okoli stebla razporejene v vretencih, ki jih obdajajo zobati in resasti rokavci.

## Zdravilne lastnosti
V ljudskem zdravilstvu se pripravke iz njivske preslice uporablja za ustavljanje krvavitev ter pri zdravljenju tuberkuloze, kar so kasneje dokazale klinične raziskave, s katerimi so ugotovili, da v vodi topna kremenčeva kislina pospešuje nastanek levkocitov, s čimer stimulira obrambne mehanizme telesa, kar podpira naraven proces zdravljenja tuberkuloze. Poleg tega naj bi preslica krepila presnovo in delovanje ledvic, zaradi česar se uporablja tudi pri shujševalnih dietah. Fitoterapevti pogosto priporočajo pripravke iz njivske preslice pri lomljivih kosteh in krčih. Kopeli z dodatkom njene izlužnine naj bi celo pomagale pri zlomljenem hrustancu in ploskih nogah, pa tudi ob ozeblinah prstov na rokah in nogah, kostnih zlomih ter revmi in putiki. Njivska preslica je pogosto dodana v zeliščne mešanice z diuretičnim učinkom in za znižanje krvnega tlaka, izvlečki pa v razne kapljice za ledvice in mehur. Zunanje se izvlečki preslice pogosto uporabljajo v kozmetičnih proizvodih, predvsem v kremah proti gubam, modricam in celulitisu.